# ZIL-131
Lo ZIL-131 è un camion militare 6x6 di impiego generico da 3,5 tonnellate, progettato in Unione Sovietica dalla ZIL.  

## Contesto
Il modello base consisteva in un ordinario mezzo per il trasporto merci, mentre le varianti principali comprendevano la versione articolata, un autocarro con cassone ribaltabile, l'autobotte per il carburante, il camion 6x6 per il traino di un rimorchio motorizzato a quattro ruote. Lo ZIL-131 fu impiegato anche come piattaforma per il lanciarazzi 9P138, una variante a 30 tubi di lancio del BM-21 "Grad". 
La versione civile dello ZIL-131 è lo ZIL-130. I due mezzi furono introdotti nel 1967 e condividevano gli stessi componenti. Lo ZIL-131 6x6 possedeva inoltre lo stesso equipaggiamento del GAZ-66 e dell'Ural-375D.
Prodotti nell'impianto AMUR, i due camion (ZIL-130 e ZIL-131) venivano dotati di motori a benzina e a diesel.